# Завьялов, Николай Иванович
Николай Иванович Завьялов (1 (14) декабря 1913, Бор, Тихвинский уезд, Новгородская губерния — 26 марта 1989, Киев) — советский военачальник, отличившийся на фронтах Великой Отечественной войны, Герой Советского Союза (1944). Генерал-майор (1957).

## Молодость

Могила Героя Советского Союза, генерал-майора Николая Ивановича Завьялова на Байковом кладбище

Родился 1 (14) декабря 1913 года в селе Бор в крестьянской семье. Русский. Из-за ранней смерти отца стал работать подпаском и пастухом с 6 лет. Окончил четыре класса Борской начальной школы. Поступил в неполную среднюю школу соседней деревни Колбеки, но учёбу пришлось прервать из-за необходимости помогать семье. Затем переехал в Пикалёво Ленинградской области, где стал работать на железнодорожной станции, а по вечерам учился в школе рабочей молодёжи.
В октябре 1930 года был призван на срочную службу в Красную Армию. Служил в 11-м стрелковом полку 4-й стрелковой дивизии Ленинградского военного округа. Там же в 1932 году окончил сборы командиров запаса. В октябре 1932 года уволен в запас.
Вернулся в Бокситогорск по семейным обстоятельствам. В 1934 году окончил два курса Ленинградского государственного педагогического института имени А. И. Герцена. Работал в городе Бокситогорске Ленинградской области на Бокситогорском глинозёмном комбинате заведующим учебной частью по подготовке кадров.
В феврале 1936 года повторно призван в ряды Красной Армии. Прошёл краткосрочный курс обучения в учебном центре командного состава Ленинградского военного округа. С мая 1936 года служил в 72-й стрелковой дивизии Киевского военного округа: командир стрелковой роты, с декабря 1937 — начальник штаба стрелкового батальона, с октября 1938 — адъютант старший стрелкового батальона. Член ВКП(б) с 1939 года. В январе 1940 года назначен командиром батальона 218-го стрелкового полка 80-й стрелковой дивизии, которая была направлена на фронт советско-финской войны. В звании старшего лейтенанта прошёл эту войну. Был ранен. После возвращения дивизии к месту постоянной дислокации переведён командиром разведывательного батальона этого полка.

## Великая Отечественная война
На фронтах Великой Отечественной войны с июня 1941 года в той же должности командира разведбатальона. Сражался в составе 6-й армии Юго-Западного фронта, участник Львовско-Черновицкой оборонительной операции. В начале июле 1941 года был тяжело ранен в боях на Украине, месяц лечился в госпитале в Мариуполе. После излечения в августе назначен помощником начальника разведывательного отдела 40-й армии Юго-Западного фронта,  ноября 1941 года — командир 1032-го стрелкового полка 293-й стрелковой дивизии 40-й армии Юго-Западного фронта, участник Барвенково-Лозовской наступательной операции, с января 1942 — заместитель командира 22-й отдельной мотострелковой бригады, с июня 1942 — командир 1075-го стрелкового полка 316-й стрелковой дивизии. Воевал на Сталинградском фронте, в Сталинградской битве в середине сентября 1942 года был тяжело ранен вторично. Эвакуирован в госпиталь в Барнаул.
Вернулся в строй только в феврале 1943 года, когда был назначен заместителем командира по строевой части 5-й отдельной гвардейской мотострелковой бригады 3-й гвардейской армии, после гибели в бою её командира гвардии полковника А. Г. Бугаева с ноября 1943 года исполнял обязанности командира, а в мае 1944 года утверждён командиром бригады. В этой бригаде воевал на Юго-Западном, с октября 1943 — на 4-м Украинском, с февраля 1944 — на 3-м Украинском фронтах. Успешно воевал в составе и во главе бригады в Ворошиловградской, Донбасской, Мелитопольской, Запорожской, Никопольско-Криворожской, Березнеговато-Снигирёвской, Одесской, Ясско-Кишиневской, Белградской, Будапештской наступательных операциях, в том числе при освобождении городов Краматорска, Нового Буга, Одессы, Измаила, Белграда.
Особенно отличился в ходе Ясско-Кишиневской стратегической наступательной операции с 20 по 26 августа 1944 года 5-я гвардейская мотострелковая бригада под командованием гвардии подполковника Н. И. 3авьялова освободила посёлки Тарутино и Татарбунары на территории Одесской области, глубоко прорвалась в тыл противника. В этой операции солдаты под командованием подполковника Н. И. Завьялова сожгли 10 танков, подбили 45 орудий, более 100 автомашин, уничтожили до 3000 и взяли в плен 300 солдат и офицеров противника.
Указом Президиума Верховного Совета СССР от 13 сентября 1944 года за умелое командование бригадой и проявленные при этом мужество и героизм гвардии подполковнику Николаю Ивановичу Завьялову присвоено звание Героя Советского Союза с вручением ордена Ленина и медали «Золотая Звезда» (№ 3492).
За выдающиеся боевые заслуги бригада под командованием Н. И. Завьялова была награждена орденами Суворова и Кутузова 2-й степени. В ноябре 1944 года она была переформирована в 32-ю гвардейскую механизированную бригаду. Гвардии полковник Завьялов остался её командиром. Во главе бригады участвовал в Апатин-Капошварской наступательной операции, в которой его бригада провела успешный бросок на город Печ и с ходу захватила его при содействии стрелковых войск, а также и ряд более мелких городов.
В бою 14 января 1945 года в Венгрии был тяжело ранен в третий раз. Лечился в Москве, в клинике имени Н. В. Склифосовского. Был выписан из госпиталя уже после Победы.

## Послевоенная служба
После войны продолжил службу в Советской Армии. С июля 1945 года командовал 15-м гвардейским механизированным полком 4-й гвардейской механизированной дивизии, с февраля 1946 — 5-м гвардейским механизированным полком 2-й гвардейской механизированной дивизии (оба полка находились в составе Южной группы войск). В 1948 году окончил Высшие академические курсы при Военной академии бронетанковых и механизированных войск Советской Армии имени И. В. Сталина. С ноября 1948 года командовал 99-м гвардейским механизированным полком 31-й гвардейской механизированной дивизии 4-й гвардейской танковой армии Группы советских оккупационных войск в Германии. С февраля 1951 года — начальник штаба 26-й механизированной дивизии в Закавказском военном округе, с июня 1952 — начальник штаба 8-й гвардейской танковой дивизии 5-й гвардейской танковой армии в Белорусском военном округе. С октября 1953 по ноябрь 1956 года командовал 70-й гвардейской механизированной дивизией. В 1957 году окончил Военную академию имени К. Е. Ворошилова. С марта 1958 года — командир 24-й Самаро-Ульяновской Бердичевской трижды Краснознамённой орденов Суворова и Богдана Хмельницкого Железной мотострелковой дивизии в Прикарпатском военном округе. С сентября 1960 года — заместитель командующего по боевой подготовке — начальник отдела боевой подготовки 13-й общевойсковой армии Прикарпатского военного округа. С декабря 1964 года — на такой же должности в 8-й гвардейской армии Группы советских войск в Германии. С декабря 1969 года в отставке.
Жил в Киеве. Автор мемуаров. Умер 26 марта 1989 года. Похоронен на Байковом кладбище (участок № 52).

## Воинские звания
- лейтенант (1936)
- капитан (22.04.1940)
- майор (17.01.1942)
- подполковник (18.04.1943)
- полковник (22.08.1944)
- генерал-майор (27.08.1957)

## Награды
- Медаль «Золотая Звезда» Героя Советского Союза (13.09.1944);
- Орден Ленина (13.09.1944);
- три ордена Красного Знамени (22.02.1942, 30.12.1956, 22.02.1968);
- орден Суворова 2-й степени (19.03.1944);
- орден Кутузова 2-й степени (3.11.1944);
- два ордена Отечественной войны 1-й степени (26.09.1943, 11.03.1985);
- три ордена Красной Звезды (7.04.1940, 7.05.1943, 17.05.1951);
- медаль «За боевые заслуги» (30.04.1947);
- ряд других медалей

иностранные ордена
- Орден «9 сентября 1944 года» 2-й степени (Болгария)
- Орден Тудора Владимиреску 2-й степени (Румыния)
- Орден Красной Звезды (Венгрия)
- югославский орден
- Медаль «25 лет освобождения Румынии» (Румыния, 1969)
- Медаль «30 лет освобождения Румынии» (Румыния, 1974)
- Медаль «Отечественная война 1944—1945 гг.» (Болгария)
- «Медаль 100 лет Освобождения Болгарии от османского рабства» (Болгария)
- Медаль «30 лет Болгарской народной армии» (Болгария, 1974)

## Память
- Почётный гражданин городов Никополя, Измаила, Бокситогорска (1985).
- Имя Героя присвоено средней общеобразовательной школе в посёлке Бор Ленинградской области (2005).

## Мемуары
- Завьялов Н. И. Версты мужества. О боевом пути 5-й гвардейской Краматорско-Белградской мотострелковой бригады. — Киев: Политиздат Украины, 1981. — 310 c.
- Завьялов Н. И. Под звездами балканскими. — Киев: Политиздат Украины, 1987. — 213 с.